# Craig Pawson
Craig Pawson (Sheffield, 2 marzo 1979) è un arbitro di calcio inglese.

## Carriera
Ha debuttato a marzo del 2013 in Premier League dirigendo l'incontro tra Swansea City e Newcastle Utd. Nel 2015 è divenuto internazionale. È stato il quarto uomo nella finale di Football League Cup 2014-2015 tra Chelsea e Tottenham Pawson è stato inoltre designato come quarto ufficiale anche per la finale di FA Cup 2014-2015 tra Arsenal e Aston Villa.